# John Harron
John Harron (31 de marzo de 1903 – 24 de noviembre de 1939) fue un actor cinematográfico neoyorquino

## Resumen biográfico
Nacido en la ciudad de Nueva York, era hermano del también actor Robert Harron y de la actriz Mary Harron.
A lo largo de su carrera, entre 1918 y 1939, actuó en un total de 167 títulos.
John Harron falleció en Seattle, Washington, en 1939, a causa de una meningitis. Fue enterrado en el Cementerio Calvary de Los Ángeles, California.

## Filmografía seleccionada
- The Fox (1921)
- The Boy Friend (1926)
- Street Girl (1929)
- The Easiest Way (1931)
- White Zombie (1932)
- The Invisible Menace (1938)